# Десять франков «Республика»
Гравёр Жоакин Жименес стал автором новой монеты номиналом 10 франков. Монета диаметром 21 мм, изготовлена из чистого никеля в пропорции 980/1000 и весит 6,5 грамма.
Она заменила монету десять франков Матье, которую часто подделывали. Однако, из-за сходства монеты по размеру и цвету с монетой 1/2 франка, она пользовалась недовольством значительной части населения и была изъята из обращения в 1987 году.
В 1988 году появилась би-металлическая монета десять франков Гений Свободы, которая заменила монету десять франков Матье.
Данная монета имеет на аверсе профиль Марианны, во фригийском колпаке. Монета украшена стеблями пшеницы и бухтой на стилизованной карте Франции. На реверсе изображён стилизованный петух. Эта монета, имеет первое и единственное появление этого животного на монетах Пятой республики.

## Таблица
| Год  | номер в каталоге | тираж      | примечания |
| ---- | ---------------- | ---------- | ---------- |
| 1986 | F.373/1          | 1 850      | пробная    |
| 1986 | F.373/2          | 87 942 011 |            |

### Памятные монеты
| год  | номер в каталоге | тираж     | памятная монета                       |
| ---- | ---------------- | --------- | ------------------------------------- |
| 1986 | F.374            | 9 974 011 | 10 франков с портретом Роберта Шумана |

## Также
- Французский франк